# Urschenbeck (Adelsgeschlecht)

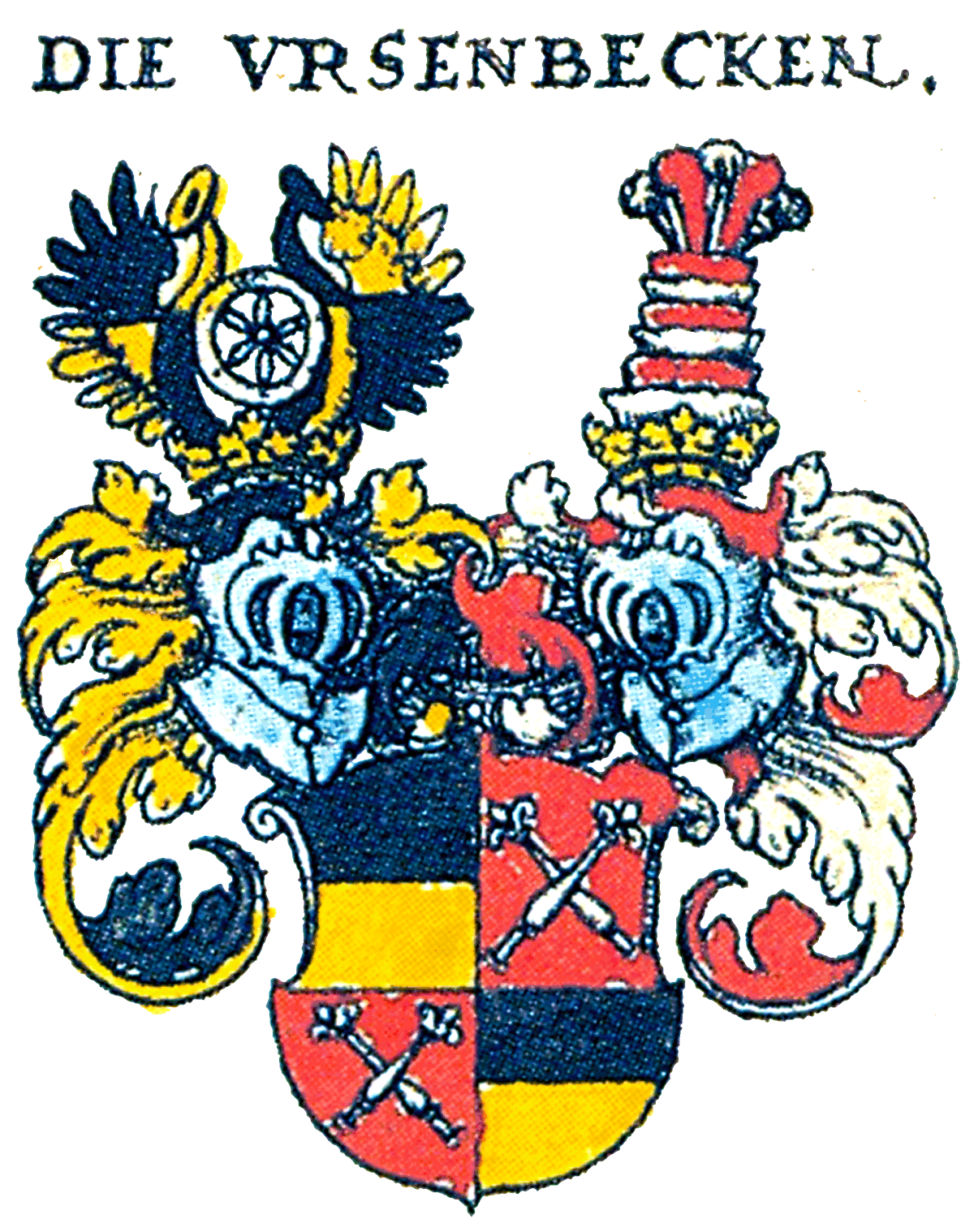
Wappen derer von Ursenbeck (Urschenbeck)

Die Urschenbeck (auch Ursenbeck, Ursenpeck, Ursenbecken) ist ein im Mannesstamm erloschenes, aus Bayern stammendes Adelsgeschlecht (Uradel) aus dem Stammhaus Ursenbach, dass 1450 in der Steiermark und später auch in Österreich ansässig war; 1606 wurden sie Freiherren sowie 1632 in den Grafenstand erhoben und gehören laut Johann Siebmachers Wappenbuch zum Niederösterreichischen Landständischen Adel.

## Geschichte
Die Ritter Friedrich und Philipp Ursenpeck besuchten 1165 das Turnier zu Zürich. Die Stammreihe des Geschlechts beginnt mit Friedrich Ursenbeck, der 1344 in Oberalteich bei Bogen beerdigt wurde. Georg Ursenbeck erhielt 1441 den Kaiserlichen Wappenbrief. Vor 1450 waren Mitglieder dieser Familie in der Steiermark begütert. 1470 waren Ludwig, Hansen und Peter Urschenbeck an einer  Verschwörung gegen Kaiser Friedrich III. beteiligt. Die Ursenbeck besaßen in der Steiermark einige Gülten zu Judenburg und Edling (bei Trofaiach), welches Jörg Bernhard Urschenbeck am 7. Dezember 1586 von Christoph von Galler kaufte.
Die Urschenbeck waren Erb-Stabelmeister in Steiermark, dieses Amt hat 1579 Christoph Urschenbeck von Erzherzog Karl II. von Österreich erhalten. 1618 kaufte Jörg Christoph Freiherr Urschenbeck von Karl Freiherrn von Stadl die Herrschaft Riegersburg und verkaufte diese 1637 an Jörg Seyfried Wechsler. Christoph David Graf von Urschenbeck war der letzte seines Stammes, er wurde am 15. September 1632 in den Grafenstand erhoben. Franz Christoph Graf von Massini, der Enkel dieses Grafen Christoph David nannte sich mit kaiserlicher Zustimmung ab 1698 von Urschenbeck und Massini. 1735 wurde Joseph von Urschenbeck und Massini Erbstäblmeister in Steiermark, 1790 starb auch diese Linie aus.

## Persönlichkeiten
- Georg Bernhard von Urschenbeck studierte an der Universität zu Padua, wurde 1596 in den Ritterstand erhoben, Landuntermarschall in Österreich unter der Enns 1595, Landmarschall 1606, Erbstabelmeister in der Steiermark. 1605 wurde er durch Kaiser Rudolf II. in den Freiherrnstand erhoben, seine Aufnahme in den niederösterreichischen Herrenstand erfolgte 1606.
- Christoph David von Urschenbeck (1576–1636), war zuerst Soldat, ab 1610 Landeshauptmann von Kärnten, und wurde 1632 von Kaiser Ferdinand II. in den Grafenstand erhoben.
- Franz Bernhard von Urschenbeck (1615–1672), war Kämmerer von Erzherzog Leopold Wilhelm.
- Siehe auch zwei Familienmitglieder, die bei der Urschenböckgasse in Simmering (Wiener Bezirksteil) genannt werden.

## Wappen
Blasonierungen nach Siebmacher
- Das Stammwappen I. zeigt im Schild und auf dem Helm ein achtspeichiges Rad.[1]
- Das Wappen II. (1441) ist von Schwarz und Gold geteilt (und gilt auch als „Stammwappen“[2]), der Helm mit schwarzgelben Decken trägt zwischen zwei von schwarz-gelb übereck geteilten Büffelhörnern ein achtspeichiges Rad.[1]
- Das Wappen III. zeigt im gespalteten Schild rechts das Stammwappen wie bei II., links in Rot zwei schräggekreuzte silberne Lilienzepter mit gelben Lilien (von Pfaffendorf). Zwei gekrönte Helme, der rechte mit schwarz-gelben Decken trägt zwischen einem schwarz-gelb geteilten offenen Flug zwei schwarz-gelbe geteilte Büffelhörner und zwischen denselben ein schwarz-gelb geteiltes achtspeichiges Rad, der linke Helm mit rot-silbernen Decken trägt drei aufeinandergesetzte rote mit je zwei schräggekreuzten silbernen Zeptern mit gelben Lilien belegte Herzogshüte mit Hermelinsstuplen; über dem obersten ragt die mit sechs Straußenfedern rot, rot, silber, silber, rot, rot besteckte Spitze eines roten heidnischen Hutes hervor.[1]
- Das Wappen IV. (1561) ist geviert. Felder 1 und 4 das Stammwappen wie bei II., 2 und 3 Pfaffendorf wie bei III. Zwei gekrönte Helme wie vorher, aber der Flug schwarz-gelb und die Hörner gelb-schwarz, je mit gewechselten Farben geteilt und der Reif des Rades schwarz-gelb geviert, die Felge des Rades aber ganz gelb.[1]
- Das Wappen VI. zeigt den Schild wie bei IV., aber ohne Hörner auf dem ersten Helm.[1]
- Das Wappen VII. (1632 und 1650) zeigt das Stammwappen wie bei II. Fünf gekrönte Helmemit schwarz-gelben Decken, der rechte mit einem geschrägten Lilienzepter belegten schwarz-gelben Adlersflügel, der zweite trägt das gelb-schwarze gevierte Rad mit schwarzer Felge, der mittlere drei Hüte wie vorherige Wappen, jedoch der oberste besteckt mit sieben abwechselnd rot und silbernen Straußenfedern, der vierte Helm trägt zwei gelb-schwarz übereck geteilte Büffelhörner und der linke einen mit geschrägten Zeptern belegten gelb-schwarzen Flug.[1]

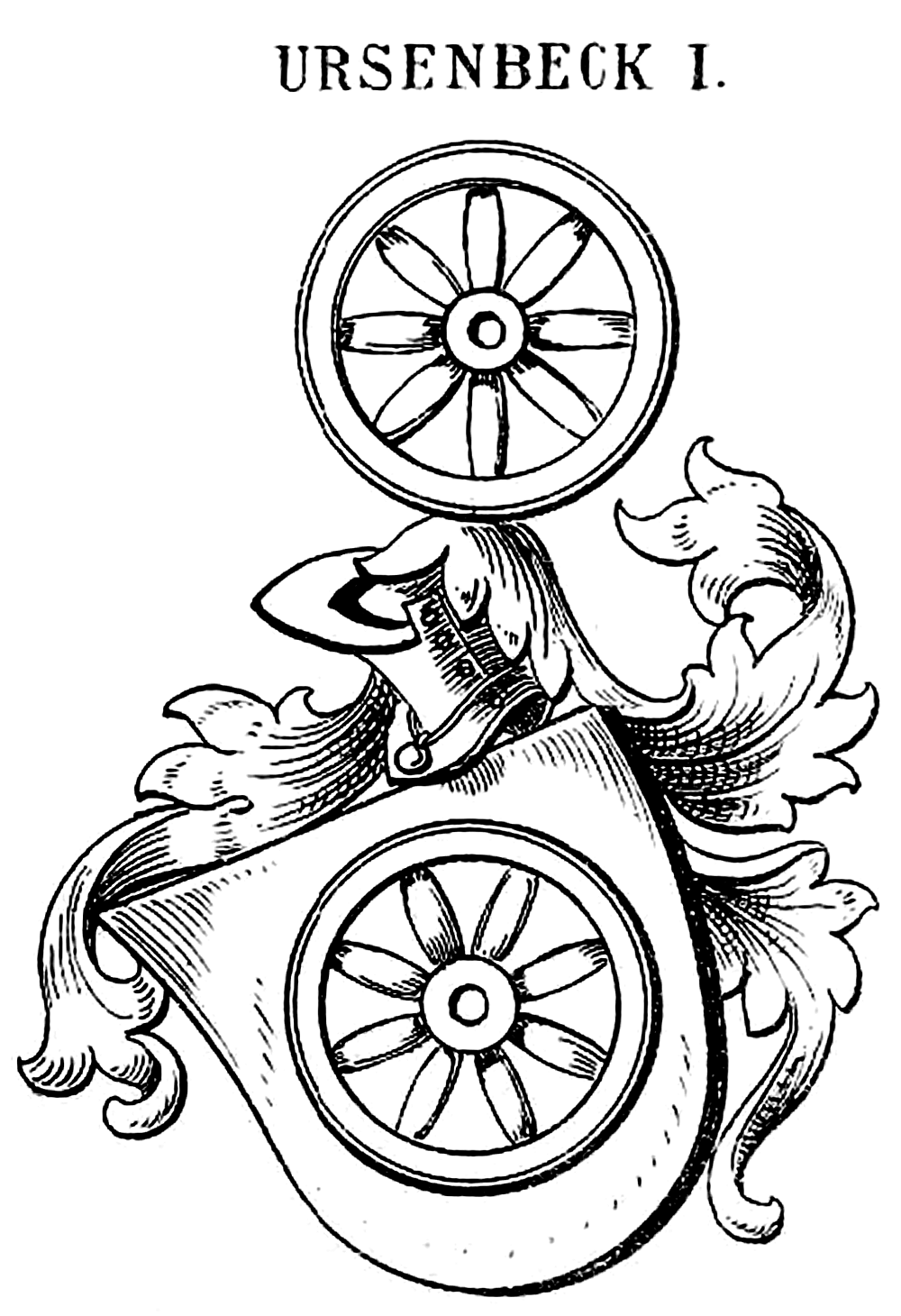
Stammwappen I.
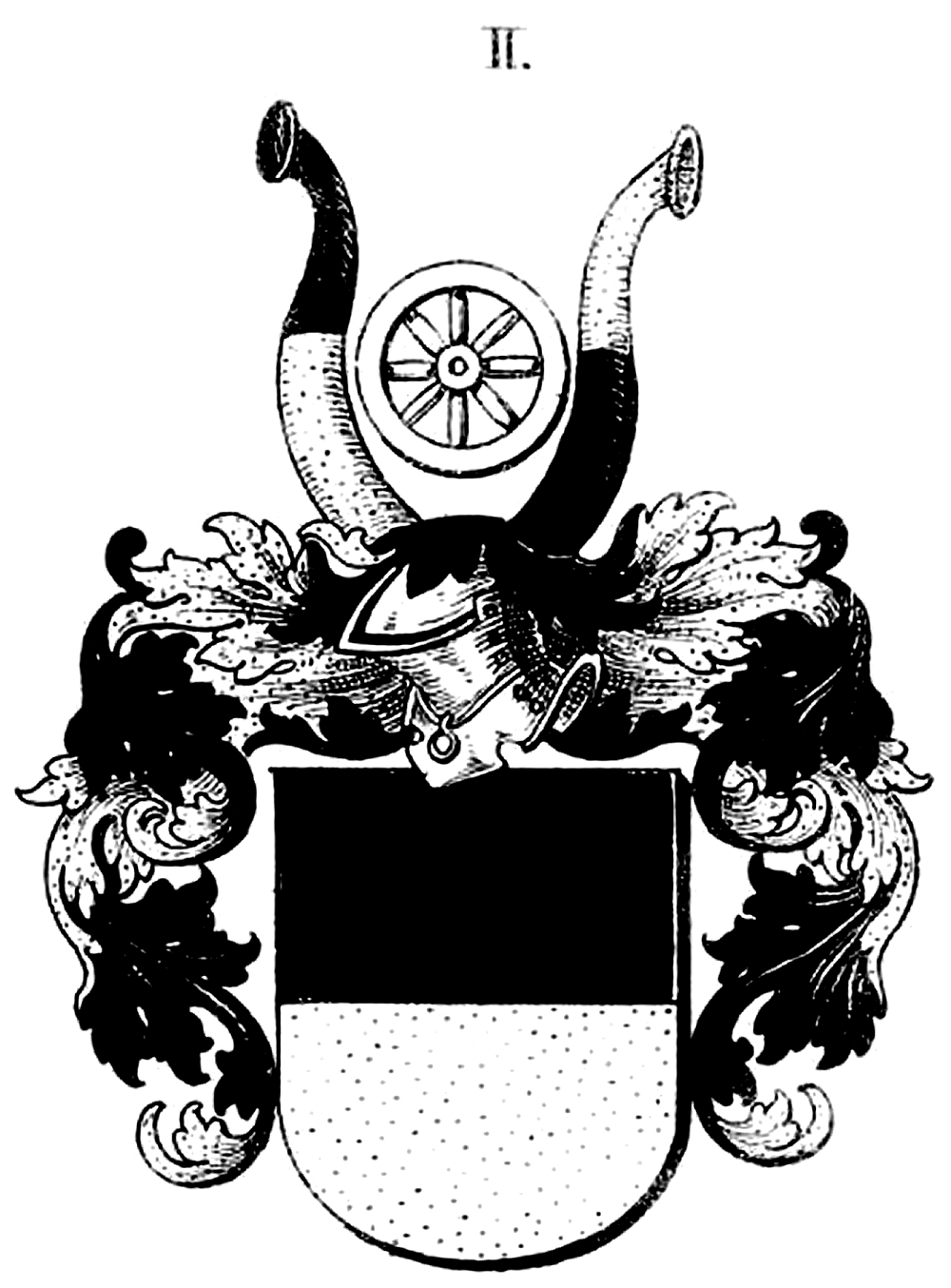
Stammwappen II. von 1441
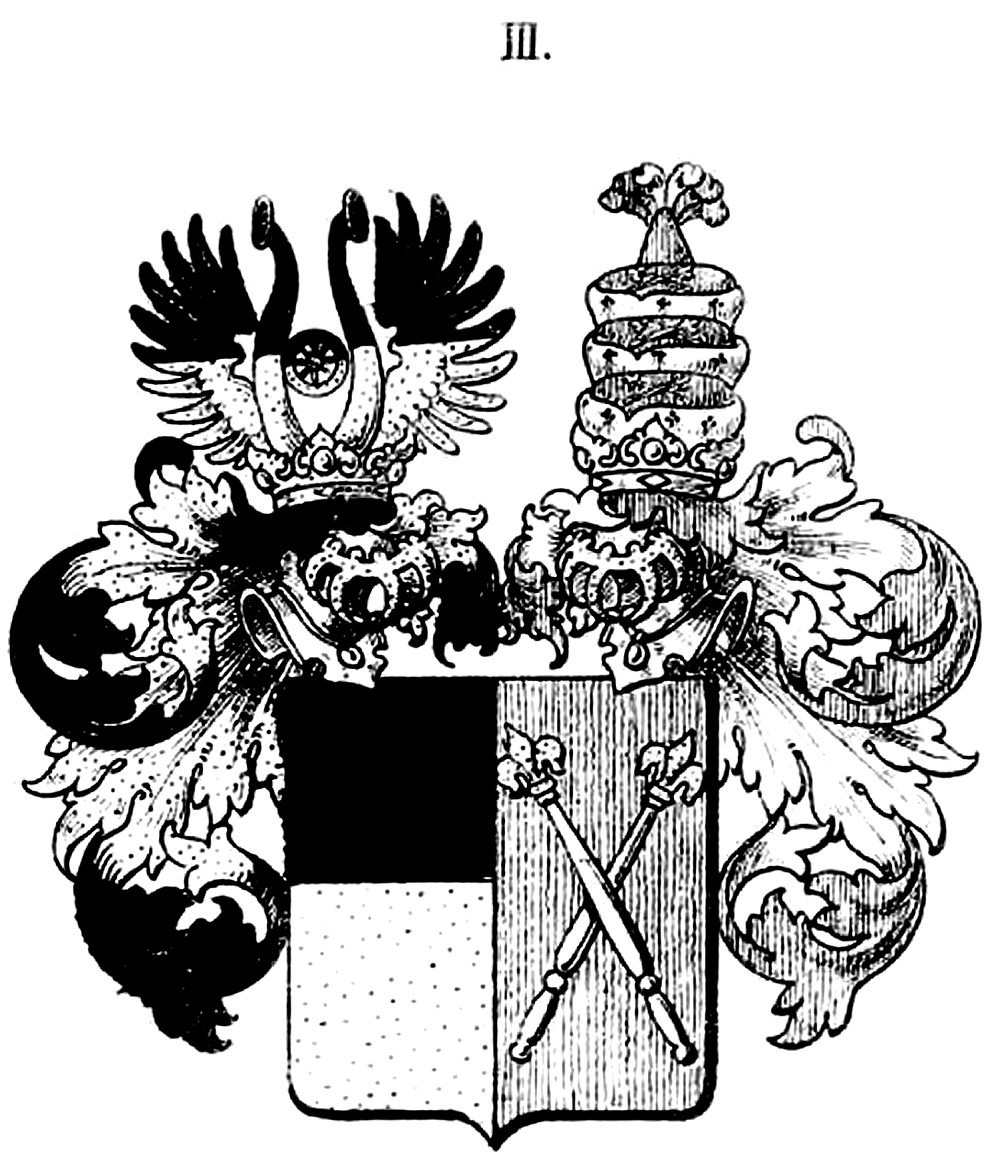
Wappen III.
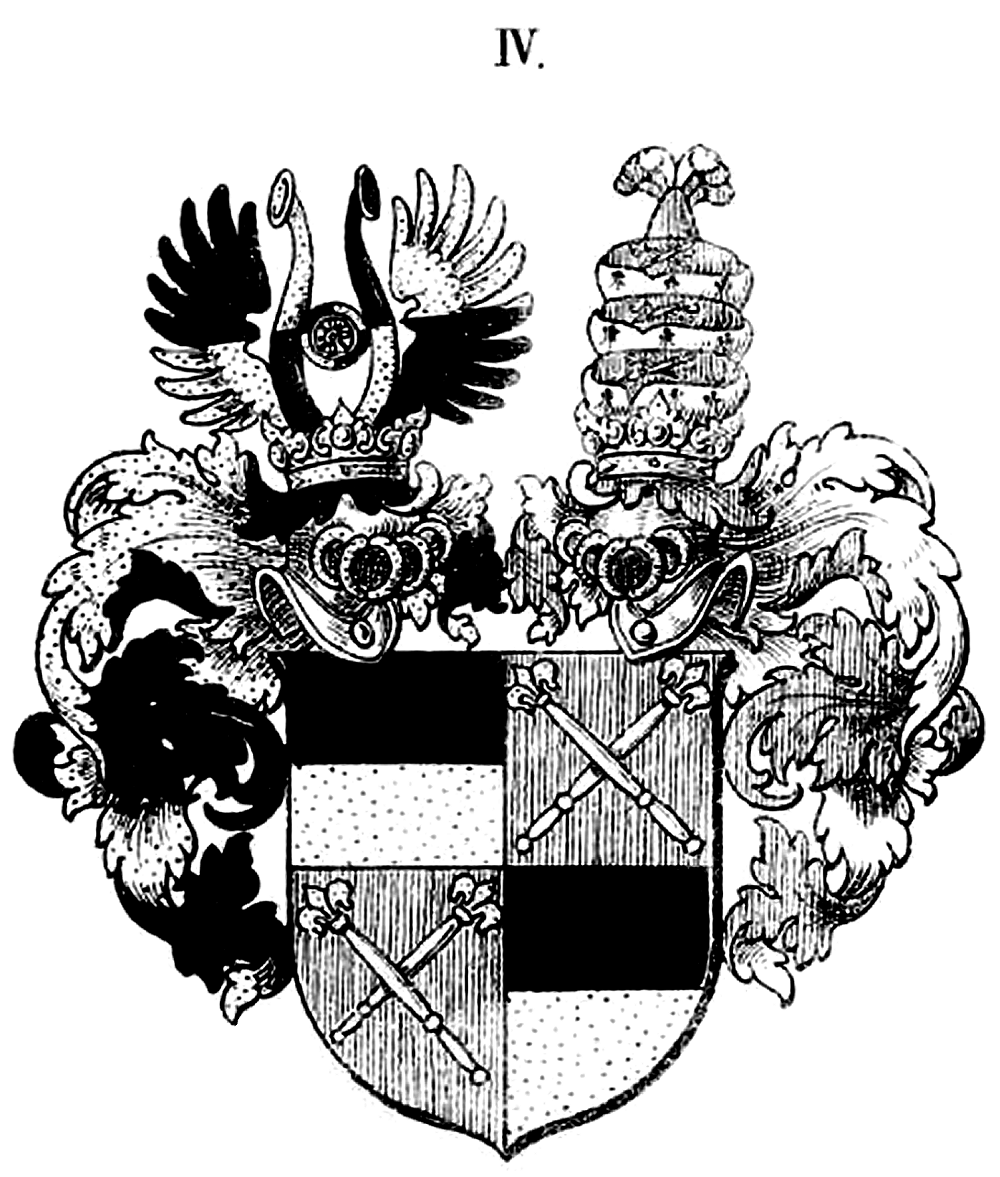
Wappen IV.
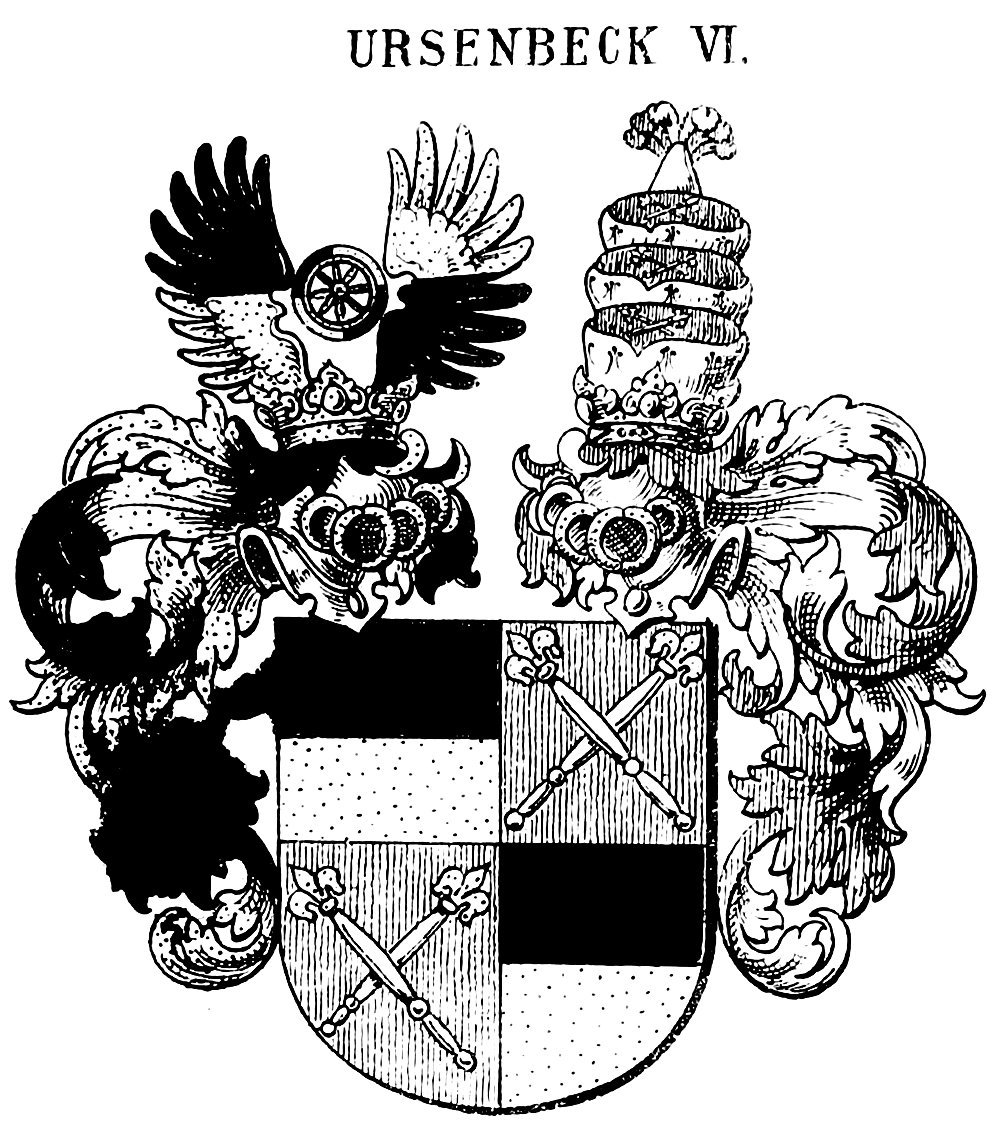
Wappen VI.
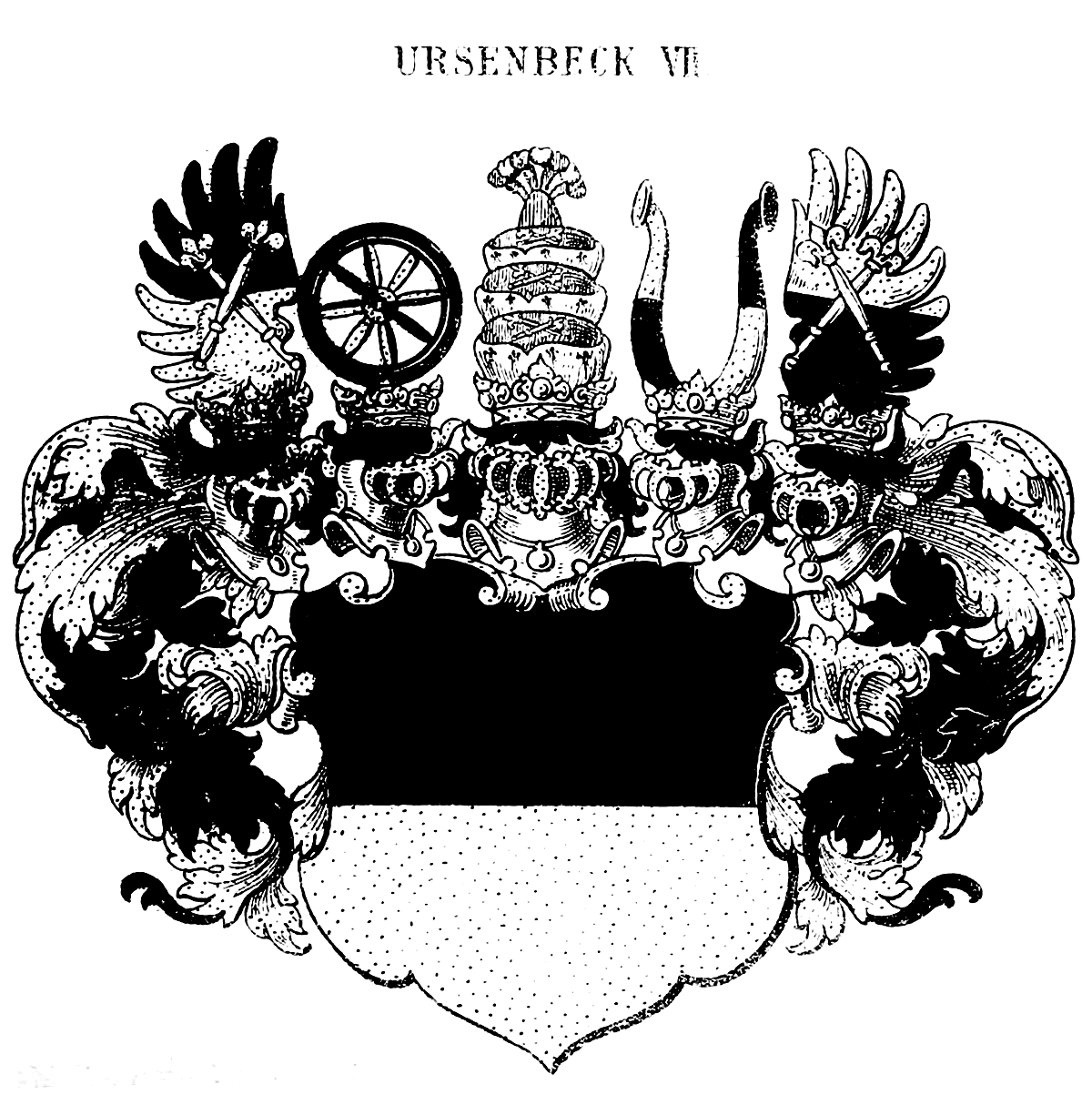
Wappen VII. von 1632